# 小行星24526
小行星24526（24526 Desai）是一颗绕太阳运转的小行星，为主小行星带小行星。该小行星于2001年2月发现。

## 轨道参数
小行星24526的轨道半长轴为418 543 295 km，2.7977493 UA，离心率为0.052。